# NK Tekstilac Sinj
Nogometni klub Tekstilac Sinj hrvatski je nogometni klub iz grada Sinja. U sezoni 2024./25. natječe se u 1. ŽNL Splitsko-dalmatinskoj.

## Povijest
Nogometni klub Tekstilac osnovan je 15. srpnja 1954. godine. Prvi predsjednik kluba bio je Branko Čaić. 

## Vanjske poveznice
- Profil, HNS Semafor